# Interruptor centrífugo

Esquema de un interruptor centrifugo

Un interruptor centrífugo es un interruptor eléctrico que funciona con la fuerza centrífuga creada desde un eje de rotación, lo más común es que sea de un motor eléctrico o de un motor de gasolina. El interruptor se diseña para activar o para desactivar en función de la velocidad rotatoria del eje.
Quizás el uso más común de interruptores centrífugos es con motores monofásicos o bifásicos de inducción. Aquí, el interruptor se utiliza para desconectar la bobina de arranque una vez que el motor se aproxime a su velocidad de funcionamiento normal. En este caso, el interruptor centrífugo consiste en pesos montados en el eje del motor y llevados cerca del eje por la fuerza del resorte. En el resto, las palancas unidas a los pesos presionan con una leve fricción una placa no conductora contra un conjunto de contactos eléctricos montados en la cubierta del motor, cerrando los contactos y conectando la bobina a la fuente de energía. Cuando el motor se aproxime a su velocidad de funcionamiento normal, la fuerza centrífuga supera la fuerza del resorte y los pesos oscilarán/balancearán hacia afuera, levantando la placa lejos de los contactos eléctricos. Esto permite que los contactos se abran y se desconecte la bobina de arranque de la fuente de energía; el motor entonces continúa funcionando únicamente con la corriente de su bobina de trabajo. Los motores que usan un interruptor centrífugo así, hacen un ruido/clic distinto cuando comienzan y cuando se detienen, debido a la apertura y cierre del interruptor centrífugo.